# ヤマザトマムシグサ
ヤマザトマムシグサ（学名:Arisaema galeiforme）は、サトイモ科テンナンショウ属の多年草。
偽茎部は長く、葉は2個つけ、仏炎苞舷部がドーム状に盛り上がって仏炎苞口辺部を覆う。小型の株は雄花序をつけ、同一のものが大型になると雌花序または両性花序をつける雌雄偽異株で、雄株から雌株に完全に性転換する。

## 特徴
植物体の高さは70cmになり、偽茎部は長く、偽茎や鞘状葉は淡緑色から淡紫褐色で斑模様があり、偽茎部の葉柄基部の開口部が襟状に開出する。葉の形状はカントウマムシグサ Arisaema serratum に似て、2個つき、葉身は7-17小葉に分裂する。
花期は5月で、葉と花序が同時に地上に出て、葉と仏炎苞も同時に展開する。花序柄は葉柄とほぼ同じ長さ。仏炎苞筒部は筒状で白い筋があり、仏炎苞口辺部の側面が急に広がって仏炎苞舷部に続く。仏炎苞舷部は三角状卵形から広三角形で、ふつう紫褐色で基部から白い筋が広がり、ドーム状に盛り上がって口辺部を覆い、先端は長くとがって前方に伸びる。花序付属体は基部に柄があり、棒状になって直立するが、ドーム状の仏炎苞舷部に隠れて目立たない。1つの子房に5-8個の胚珠がある。染色体数は2n=28。

## 分布と生育環境
日本固有種。本州の関東地方北部から中部地方にかけての内陸部（群馬県、長野県、山梨県、静岡県、岐阜県、愛知県）に分布し、山地の林下に生育する。

## 名前の由来
和名ヤマザトマムシグサは、学名とともに芹沢俊介 (2008) による記載命名で、タイプ標本の採集地は、愛知県北設楽郡設楽町清崎の与良木峠付近。
種小名（種形容語）galeiforme は、ラテン語で「かぶと形の」「galea（かぶと状体）に似た」の意味。

## ギャラリー

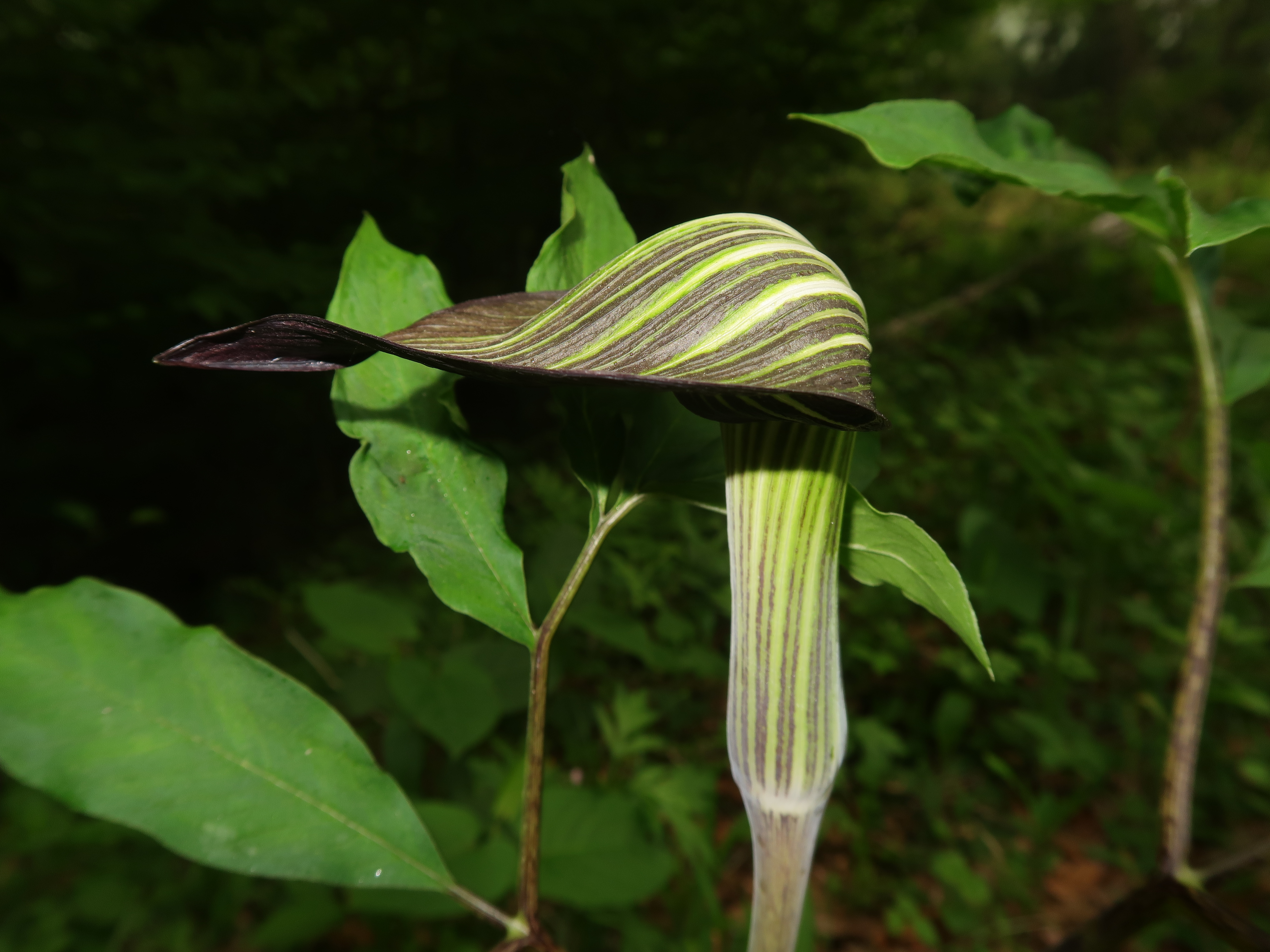
仏炎苞舷部は紫褐色で基部から白い筋が広がり、ドーム状に盛り上がって口辺部を覆い、先端は長くとがって前方に伸びる。
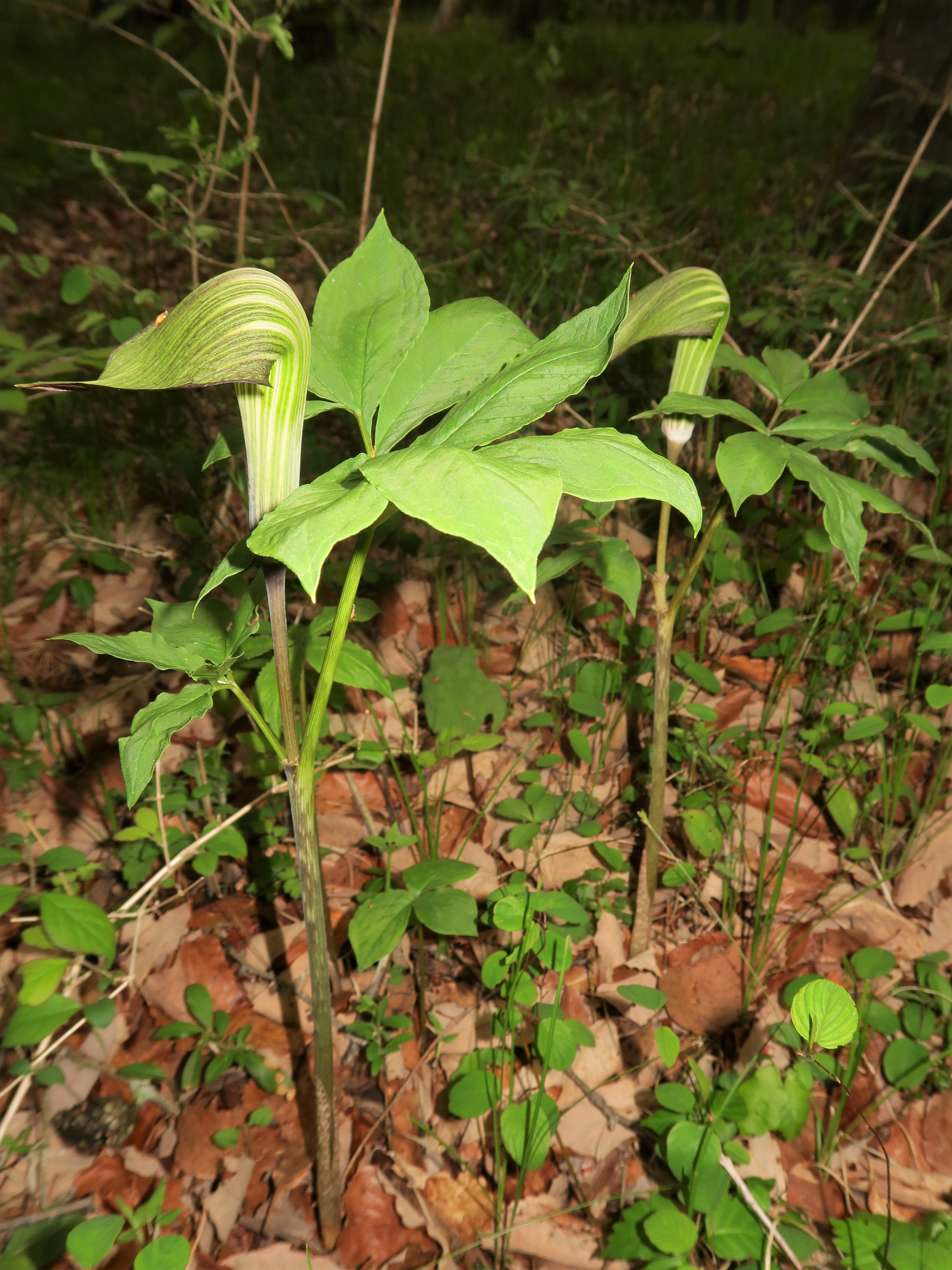
仏炎苞筒部は筒状で白い筋があり、仏炎苞口辺部の側面が急に広がって仏炎苞舷部に続く。
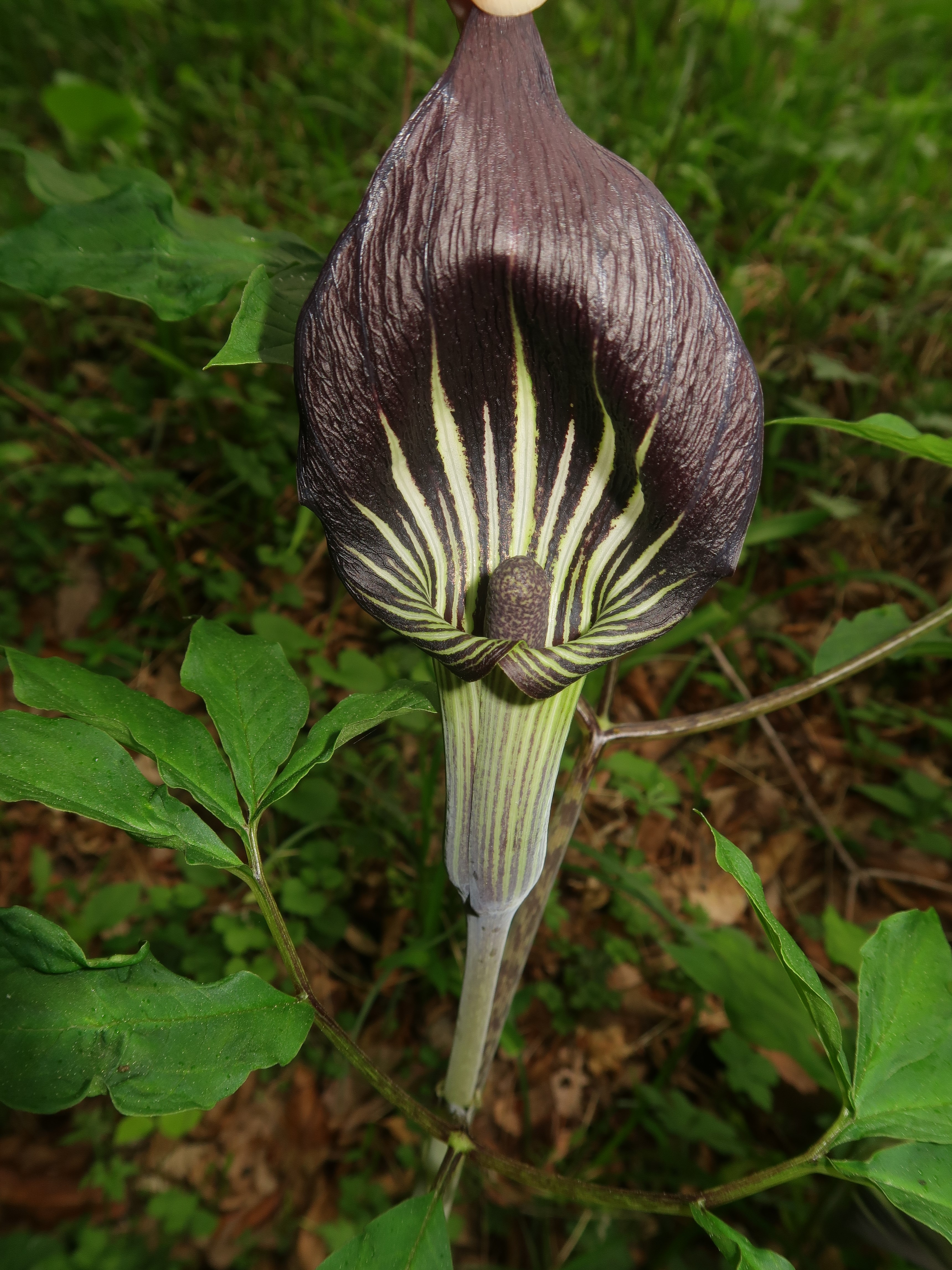
仏炎苞舷部先端を持ち上げて舷部内面を撮影。舷部内面に隆起する細脈が著しい。花序付属体は棒状になって直立するが、ふつうはドーム状の仏炎苞舷部に隠れて目立たない。
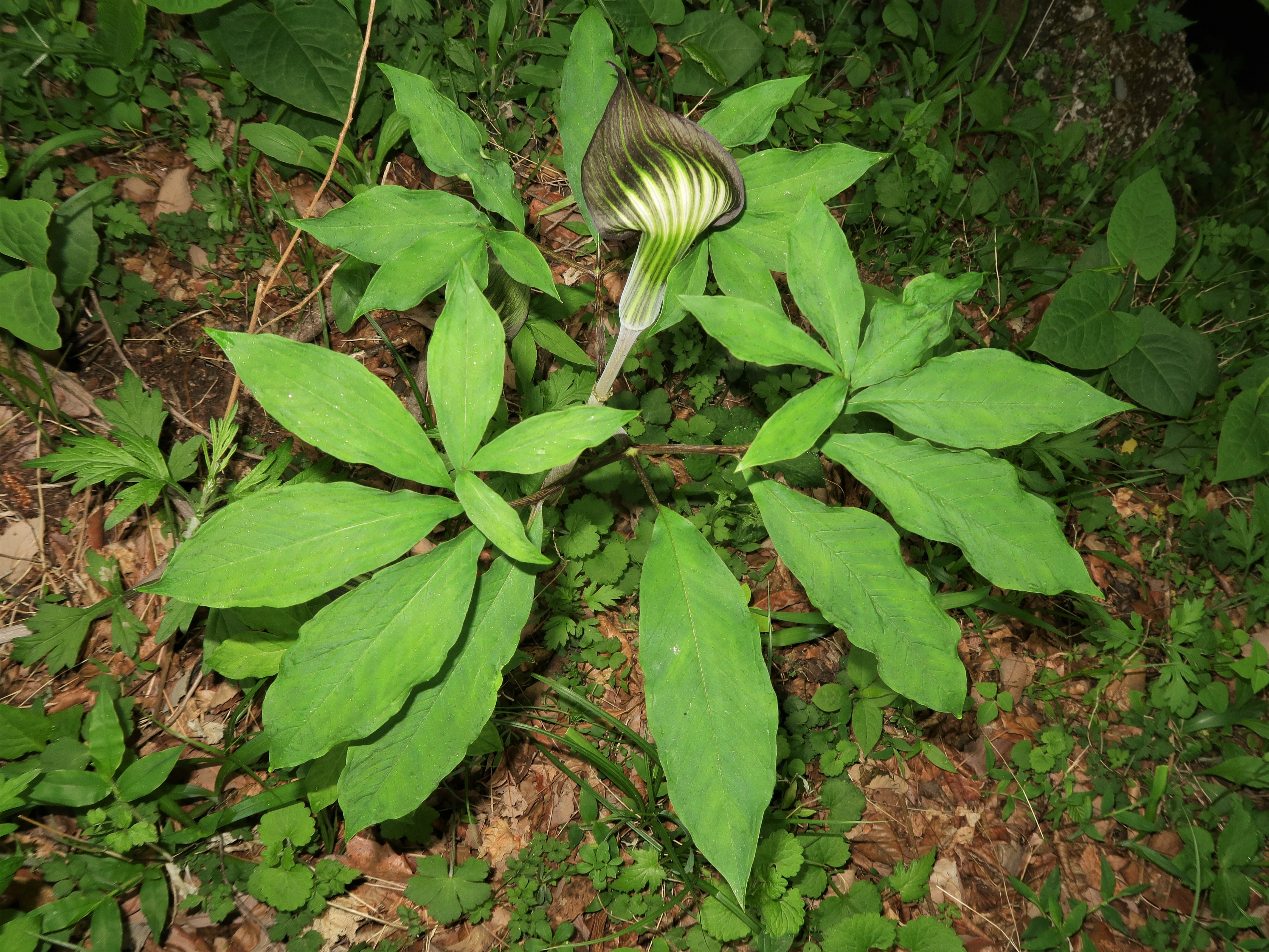
葉は2個つき、この個体の第1葉は15小葉に分裂している。
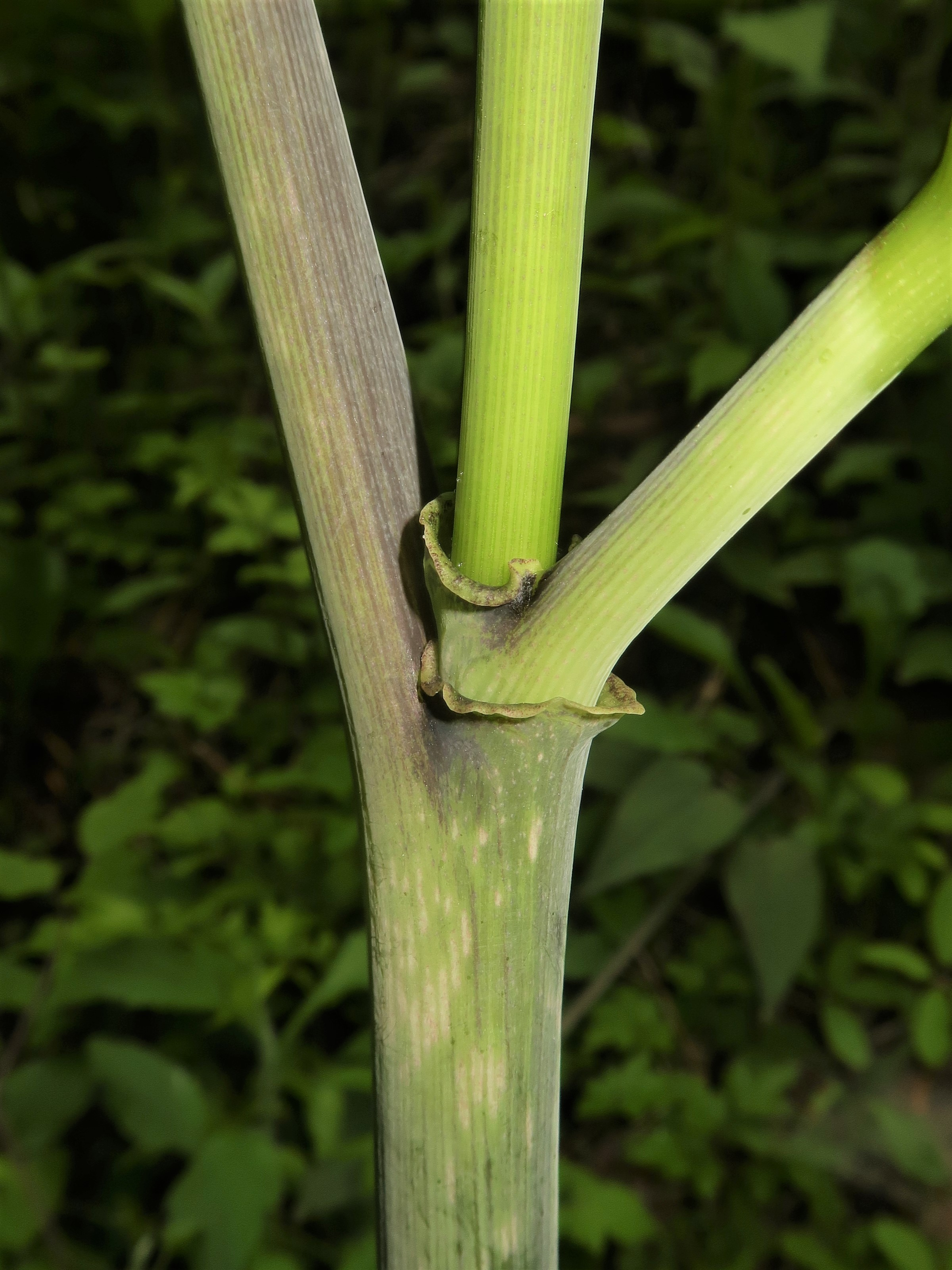
偽茎や鞘状葉は淡緑色から淡紫褐色で斑模様があり、偽茎部の葉柄基部の開口部が襟状に開出する。
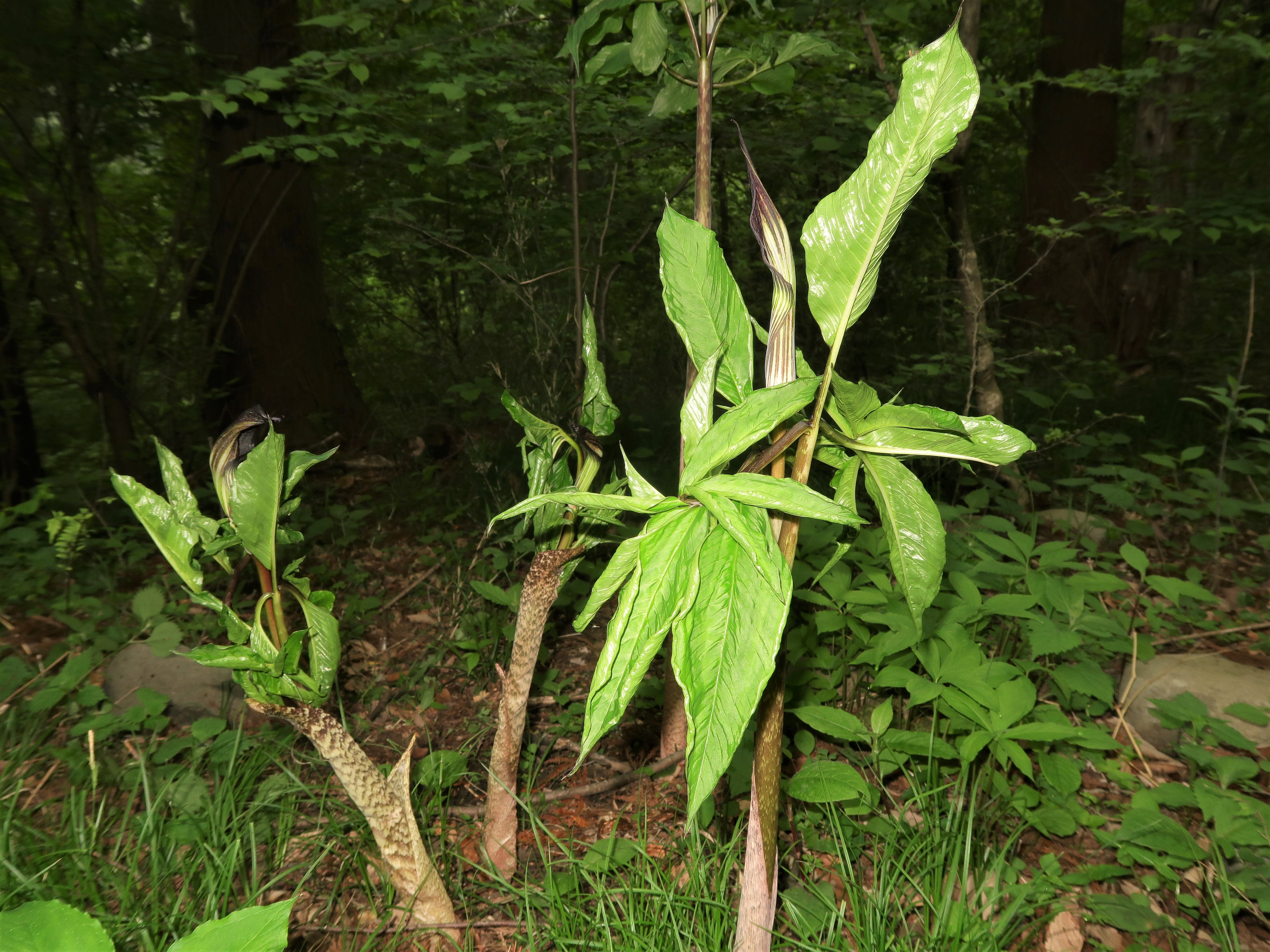
葉と花序が同時に地上に出て、葉と仏炎苞も同時に展開する。

## 下位分類
- ミドリヤマザトマムシグサ Arisaema galeiforme Seriz. f. viride Seriz. (2008)[7] - 仏炎苞が緑色のもの。品種名 f. viride は、「緑の」の意味[8]。タイプ標本の採集地は、山梨県北巨摩郡高根町（現、北杜市）のJR清里駅付近。基本種ヤマザトマムシグサとともに記載発表された[7]。

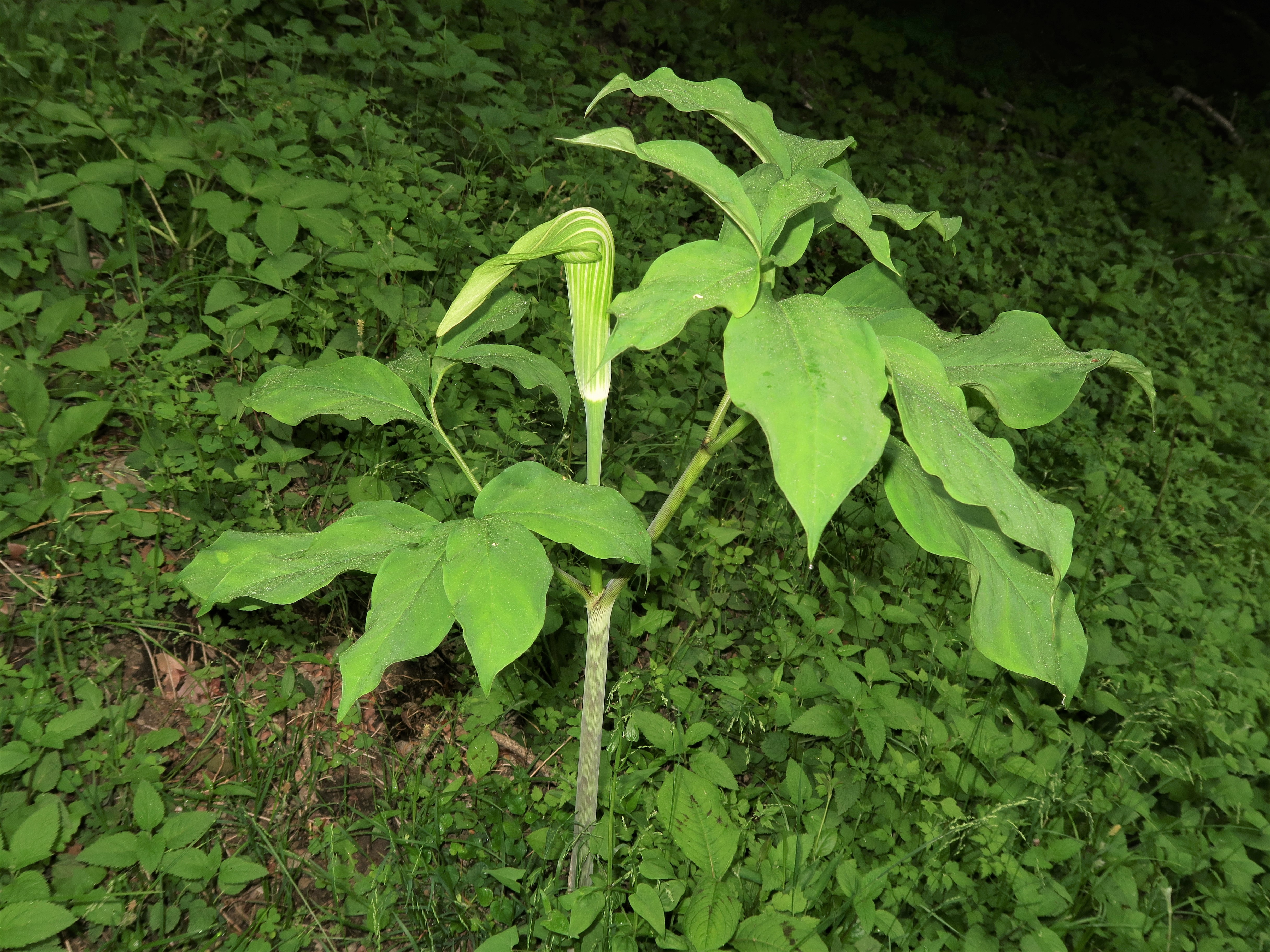
ミドリヤマザトマムシグサ 群馬県安中市 2021年5月中旬
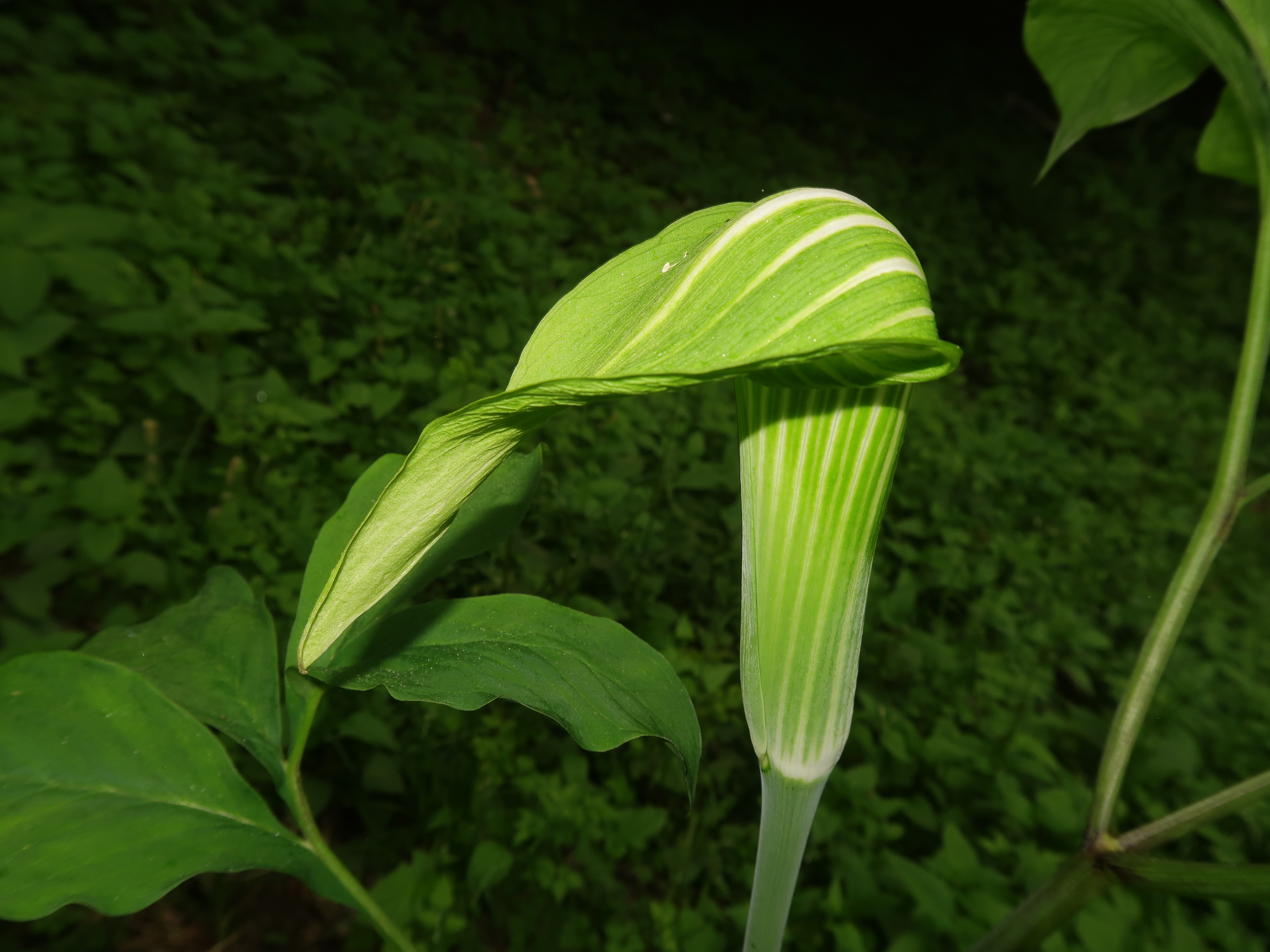
ヤマザトマムシグサの仏炎苞が緑色。
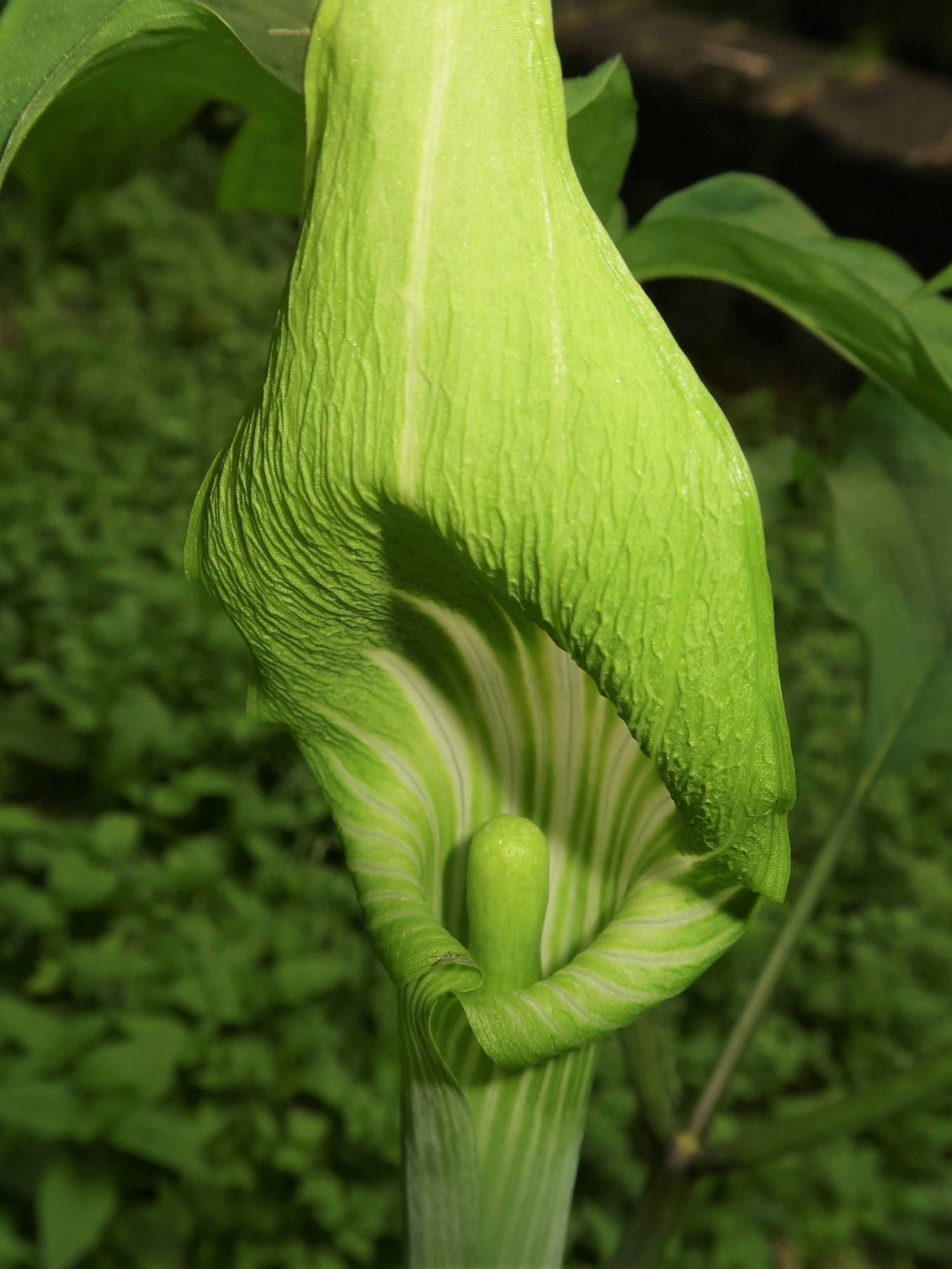
仏炎苞舷部先端を持ち上げて舷部内面を撮影。舷部内面に隆起する細脈が著しい。

## 近縁種
ヤマジノテンナンショウ A. solenochlamys によく似るが、同種は、仏炎苞舷部の長さが仏炎苞筒部よりはるかに短く、広卵形で先は鋭頭、仏炎苞舷部の外側がくすんだ緑色で内側が紫褐色になることで本種と区別することができる。同種は東北地方南部から中部地方東部にかけて分布し、本種と同所的に生育することがある。